# 2006-os nemzetközösségi játékok
A nemzetközösségi játékokat 2006-ban Melbourne-ben, Ausztráliában, március 15. és március 26. között rendezték. Ez volt a valaha itt tartott legnagyobb szabású sportrendezvény, még az 1956. évi nyári olimpiai játékokat is maga mögé utasítja a részt vevő csapatok, az atlétikai játékokon résztvevők számát és a megtartott események számát tekintve is.
A versenysorozat nyitó-és záróünnepségének a Melbourne Cricket Ground adott helyet, ahol 50 évvel ezelőtt az olimpia hasonló eseményei zajlottak.
A játékok kabalaállata Karak, egy vörös tarajú papagáj volt.

## Sportok

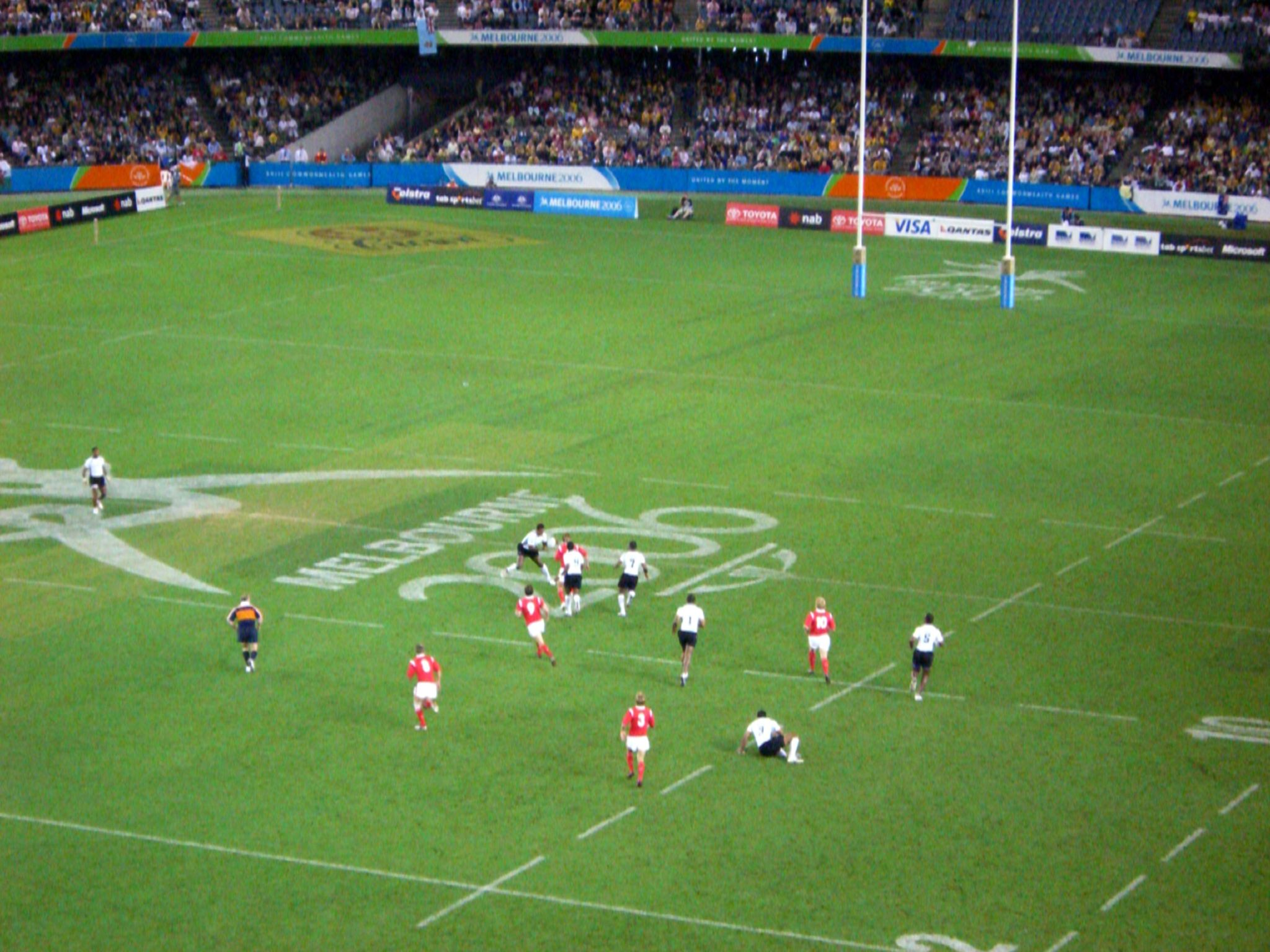
Rögbi mérkőzés a 2006-os közösségi játékokon

A 2006-os nemzetközösségi játékokon 16 sportágban rendeztek versenyeket, ezek közül 12 egyén és négy csapatverseny. Összesen 247 sportesemény volt a játékok alatt.
- Asztalitenisz
- Atlétika
- Fallabda
- Gyaplabda
- Kerékpározás
- Kosárlabda
- Műugrás
- Netball
- Ökölvívás
- Rögbi 7
- Sportlövészet
- Súlyemelés
- Szinkronúszás
- Tollaslabda
- Torna
- Úszás

Az atlétikai, úszó, asztalitenisz és súlyemelő versenyszámok eredményei tartalmazzák az integrálható fogyatékossággal rendelkező atléták eredményeit is. Ezeket a versenyszámokat beleszámítják a hivatalos éremtáblázatba is.

## Éremtáblázat
| 2006-os közösségi játékok éremtáblázata | 2006-os közösségi játékok éremtáblázata | 2006-os közösségi játékok éremtáblázata | 2006-os közösségi játékok éremtáblázata | 2006-os közösségi játékok éremtáblázata | 2006-os közösségi játékok éremtáblázata |
| --------------------------------------- | --------------------------------------- | --------------------------------------- | --------------------------------------- | --------------------------------------- | --------------------------------------- |
| Hely                                    | Ország                                  | Arany                                   | Ezüst                                   | Bronz                                   | Összesen                                |
| 1                                       | Ausztrália                              | 84                                      | 69                                      | 68                                      | 221                                     |
| 2                                       | Anglia                                  | 36                                      | 40                                      | 34                                      | 110                                     |
| 3                                       | Kanada                                  | 26                                      | 29                                      | 31                                      | 86                                      |
| 4                                       | India                                   | 22                                      | 17                                      | 11                                      | 50                                      |
| 5                                       | Dél-afrikai Köztársaság                 | 12                                      | 13                                      | 13                                      | 38                                      |
| 6                                       | Skócia                                  | 11                                      | 7                                       | 11                                      | 29                                      |
| 7                                       | Jamaica                                 | 10                                      | 4                                       | 8                                       | 22                                      |
| 8                                       | Malajzia                                | 7                                       | 12                                      | 10                                      | 29                                      |
| 9                                       | Új-Zéland                               | 6                                       | 12                                      | 13                                      | 31                                      |
| 10                                      | Kenya                                   | 6                                       | 5                                       | 7                                       | 18                                      |
| 11                                      | Szingapúr                               | 5                                       | 6                                       | 7                                       | 18                                      |
| 12                                      | Nigéria                                 | 4                                       | 6                                       | 7                                       | 17                                      |
| 13                                      | Wales                                   | 3                                       | 5                                       | 11                                      | 19                                      |
| 14                                      | Ciprus                                  | 3                                       | 1                                       | 2                                       | 6                                       |
| 15                                      | Ghána                                   | 2                                       | 0                                       | 1                                       | 3                                       |
| 15                                      | Uganda                                  | 2                                       | 0                                       | 1                                       | 3                                       |
| 17                                      | Pakisztán                               | 1                                       | 3                                       | 1                                       | 5                                       |
| 18                                      | Pápua Új-Guinea                         | 1                                       | 1                                       | 0                                       | 2                                       |
| 19                                      | Man sziget                              | 1                                       | 0                                       | 1                                       | 2                                       |
| 19                                      | Namíbia                                 | 1                                       | 0                                       | 1                                       | 2                                       |
| 19                                      | Tanzánia                                | 1                                       | 0                                       | 1                                       | 2                                       |
| 22                                      | Srí Lanka                               | 1                                       | 0                                       | 0                                       | 1                                       |
| 23                                      | Mauritius                               | 0                                       | 3                                       | 0                                       | 3                                       |
| 24                                      | Bahama-szigetek                         | 0                                       | 2                                       | 0                                       | 2                                       |
| 24                                      | Észak-Írország                          | 0                                       | 2                                       | 0                                       | 2                                       |
| 26                                      | Kamerun                                 | 0                                       | 1                                       | 2                                       | 3                                       |
| 27                                      | Botswana                                | 0                                       | 1                                       | 1                                       | 2                                       |
| 27                                      | Málta                                   | 0                                       | 1                                       | 1                                       | 2                                       |
| 27                                      | Nauru                                   | 0                                       | 1                                       | 1                                       | 2                                       |
| 30                                      | Banglades                               | 0                                       | 1                                       | 0                                       | 1                                       |
| 30                                      | Grenada                                 | 0                                       | 1                                       | 0                                       | 1                                       |
| 30                                      | Lesotho                                 | 0                                       | 1                                       | 0                                       | 1                                       |
| 33                                      | Trinidad és Tobago                      | 0                                       | 0                                       | 3                                       | 3                                       |
| 34                                      | Seychelle-szigetek                      | 0                                       | 0                                       | 2                                       | 2                                       |
| 35                                      | Barbados                                | 0                                       | 0                                       | 1                                       | 1                                       |
| 35                                      | Fidzsi-szigetek                         | 0                                       | 0                                       | 1                                       | 1                                       |
| 35                                      | Mozambik                                | 0                                       | 0                                       | 1                                       | 1                                       |
| 35                                      | Szamoa                                  | 0                                       | 0                                       | 1                                       | 1                                       |
| 35                                      | Szváziföld                              | 0                                       | 0                                       | 1                                       | 1                                       |
|                                         |                                         | 245                                     | 244                                     | 254                                     | 743                                     |

## Főbb események

### Megnyitóünnepség: március 15.
A Melbourne Cricket Ground és a Yarra volt a megnyitóünnepség fő középpontja. Hatalmas tűzijáték és még sok látnivaló nyűgözte le a közönséget. A játékokat II. Erzsébet, mint a Nemzetközösség feje nyitotta meg.

### 1. nap:március 16.
KerékpározásAnglia könnyen szerezte meg a 4000 méteres egyéni kerékpárversenyben az aranyérmet. Paul Manning megelőzte csapattársát, Rov Haylest, aki az ezüstérmet szerezte meg, és Steve Cummingst, aki a bronzérmet vihette haza. Az ausztrál Ben Kersten megdöntötte a világcsúcsot az 1 km-es versenyen.
ÚszásA skót Caitlin McClatchey megveri az ausztrál Libby Lentont a női 200 méteres szabadúszásban új közösségi játékoki rekordidővel: 1:57:25. Az angol Melanie Marshall ér be harmadikként. A skót David Carry nyeri meg a férfiak 400 méteres szabadstílusú számát, amivel országa második úszó aranyérmét szerzi meg. A kanadai Andrew Hurd lett a második és a walesi David Davies lett a harmadik ebben a számban. Az új-zélandi Moss Burmester új új-zélandi közösségi játékoki csúccsal nyerte meg a 200 méteres pillangóúszást.
SúlyemelésA játékokon az első aranyérmet női súlyemelés (48 kg-osok versenye) kategóriában az indiai Kunjarani Devi Nameirakpam kapta. A kanadai Marilou Dozois-Prevost lett a második, míg az ausztrál Erika Yamazaki a harmadik.

### 2. nap:március 17.
KerékpározásAz ausztrál Kate Bates és Rochelle Gilmore megérdemelten nyerték meg az arany és az ezüstérmet a női 25 km-es pontozásos versenyben ezzel megismételve 2002-es eredményüket. Csapattársuk, Alexis Rhodes egy németországi baleset következtében szerzett sérülés miatt csak a kilencedik helyre érkezett be. Abban a balesetben Amy Gillett életét vesztette. Mindhárman neki ajánlották fel eredményüket.
RögbiA Telstra Donne-nál Új-Zéland szerezte meg az aranyérmet, miután 25-21-re legyőzte Anglia válogatottját. A harmadik hely a Fidzsi-szigetek képviseletében felálló csapaté lett, akik 24-17-re legyőzték Ausztrália válogatottját.
ÚszásAusztrália nyerte mindhárom érmet mind a női 50 méteres pillangóúszásban, mind mellúszásban.

### 3. nap:március 18.
TriatlonA 3. napon a triatlon-versenyek az ausztrál és az új-zélandi csapat fölényét hozta. Miután a 2004-es olimpia kvalifikációin elbukott, a közösségi játékokon az aranyérmet vihette haza Emma Snowsill. A női versenyszám második (Samantha Warriner), harmadik (Andrea Hewitt) és negyedik helyezettje is új-zélandi lett. A férfiak versenyét az ausztrál Brad Kahlefeld nyerte 1:49:16-os idővel. Az ausztrál Peter Robertsont rajta kívül csak az új-zélandi Bevan Docherty előzte meg.
Kerékpározásaz ausztrál biciklista, Ryan Bayley nyerte a férfi sprintversenyt, ezzel ezen a játékon a második aranyérmét szerzi meg.

### 4. nap:március 19.
AtlétikaKerryn McCann megvédte 2002-es címét női maratoni futásban, ahol az aranyérmet 2:30:50-es idővel szerezte meg. A férfiak számában Tanzánia megtartotta az aranyérmet (Samson Ramadhani), míg a második a kenyai Fred Mogaka, a harmadik pedig az angol Dan Robinson lett.
Kerékpározás20 év óta ismét aranyérmet szerzett a Man sziget, mégpedig Mark Cavendish nyerte meg a férfiak üldözéses versenyét. Második helyen az ausztrál Ashley Hutchinson, harmadiknak pedig a skót James McCallum ért a célba.
ÚszásA nők 100 méteres pillangóúszásában a világbajnok ausztrál Jessicah Schipper nyert, új közösségi játéki idővel. A második helyen csapattársa, Libby Lenton csapott a célba.

### 5. nap:március 20.
AtlétikaA férfiak 5000 méteres síkfutásában Augustine Choge két másodperccel előzte meg az ausztrál Craig Mottramot. Choge rekordidővel nyert (12 perc 56,41 másodperc). Egyszer a futás alatt Mottram előtt futott 3 kenyai, mögötte pedig 3 tanzániai futó.
Asafa Powell, a 100 méteres síkfutás férfi világcsúcstartója nyerte meg a játéknak ezt a részét 10,03 másodperces idővel a nigériai Soji Fasuba és a trinidadi Marc Burns előtt. Jamaicai honfitársa, Sheri-Ann Brooks nyerte meg a nők 100 méteres számát élete eddigi legjobb, 11,19 s-os idővel. Őt a dél-afrikai Gerladine Pillay és a kameruni Delphine Antangana követte.
SquashA Grinham-testvérek (Ausztrália) csapott össze az aranyéremért. Natalie Rachelt 2-9, 9-6, 9-1, 9-6-ra legyőzte. Peter Nicol harmadik nemzetközösségi aranyérmét szerezte. Ezt megelőzően 1998-ban az egyéni versenyt nyerte meg. Négy menetben szerezte vissza az egyéni aranyérmet. A döntőt az ausztrál David Palmer ellen 9-5, 10-8, 4-9, 9-2-re nyert.
ÚszásSkócia további két aranyérmet nyert a medencében. Caitlin McClatchey és George Tait egyaránt második címüket szerezték meg 400 méteres szabad stílusú úszásban és 200 méteres egyéniben. Az ausztrál Leisel Jones állította be ezeknek a játékoknak az első úszó világrekordját 100 méteres mellúszásban a nőknél 1:05,09.

### 6. nap:március 21.
AtlétikaA nők 10 000 méteres síkfutását a kenyai Lucy Wangui (31:29,66 nyerte honfitársa, Evelyne Nganga (31:30,86) előtt. Wangui a célegyenesben előzte meg Ngangát. Az angol Mara Yamauchi lett a harmadik.
Dean Macey Angliából életében először nyert férfi öttusában rangos címet. A jamaicai Maurice Smith lett a második, míg az ausztrál Jason Dudley a harmadik.
ÚszásAz ausztrál női úszók ismét bebizonyították dominanciájukat a vízben, mikor a női 4×100 méteres vegyes váltó világrekordját 3 perc 56,30 század másodpercre javították. Ez több mint egy másodperccel jobb, mint a 2004-ben szintén az ausztrál női váltó által felállított világcsúcs. Az ausztrál női úszók az egyik legsikeresebb csapat volt a tornán, összesen 16 aranyérmet nyertek. Az ausztrál férfi válogatott is megnyerte a saját 4×100 méteres vegyes váltóját. A férfi gárda 3 aranyérmet szerzett, ezzel a legkevésbé sikeres ausztrál csapatok közé tartozik.

### 7. nap:március 22.
AtlétikaAz új-zélandi Valerie Vili a női súlylökést 19,66 méterrel, új nemzetközösségi csúccsal nyerte meg.